# The Green Inferno
The Green Inferno è un film del 2013 scritto, prodotto e diretto da Eli Roth.
Il titolo della pellicola è una citazione di Cannibal Holocaust, in cui il found footage girato nella foresta amazzonica è intitolato proprio The Green Inferno.

## Trama
Un gruppo di studenti ambientalisti lascia New York per raggiungere l'Amazzonia peruviana in modo da salvare dall'estinzione una tribù locale e bloccare la distruzione di una parte della foresta amazzonica minacciata dall'arrivo dei bulldozer e di mercenari armati pagati dalle grandi multinazionali. Gli attivisti sono pacifici e, col solo uso dei loro telefonini, puntano a smascherare le illegalità in atto mettendo in streaming le riprese video del disboscamento. Dopo la loro azione dimostrativa e la fuga, l'aereo del gruppo precipita tuttavia nella giungla e gli attivisti vengono catturati dagli indigeni, che si rivelano degli efferati cannibali.
Justine, Alejandro, Lars, Daniel, Samantha e Amy vengono portati al villaggio e accerchiati dagli indigeni: dopo essere stati esaminati uno per uno dalla capovillaggio, Jonah viene smembrato durante un rituale in cui l'anziana gli toglie occhi e lingua mangiandoli mentre è ancora vivo; successivamente gli vengono amputati le braccia e le gambe e infine viene decapitato. In un secondo momento i ragazzi scopriranno che non hanno bloccato il disboscamento ma l'hanno solo rinviato, a causa di un patto stretto tra Alejandro e il loro trasportatore.
Justine, Samantha e Amy vengono prelevate dalla gabbia e i loro genitali vengono sondati attraverso uno strumento affilato: Justine si rivela essere vergine e viene portata via per la preparazione alla mutilazione genitale mentre Samantha ed Amy vengono riportate in gabbia. I sopravvissuti decidono di tentare la fuga; Samantha, approfittando di un diversivo, sembra mettersi in salvo ma viene catturata e spellata per poi essere servita come pasto agli altri prigionieri. Di ciò si accorge la sua ragazza Amy, che per il disgusto si toglie la vita con un coccio della ciotola dove ha mangiato.
Lars riempie il corpo di Amy con della marijuana sperando di stordire i cannibali una volta consumatane la carne e così avviene: nel parapiglia della fuga, Alejandro pugnala Lars con un dardo imbevuto di sonnifero per non rischiare di andarsene. Quando Lars si sveglia rinviene e viene assalito dagli indigeni che, ancora sotto gli effetti della marijuana, sentono la fame chimica e lo mangiano vivo. Daniel e Justine tornano all'aereo ma vengono catturati nuovamente: Justine è pronta per la mutilazione genitale mentre Daniel viene divorato vivo dalle formiche dopo essere stato legato su un paletto e aver subito la rottura delle gambe.
La notizia dell'arrivo della squadra di disboscamento fa infuriare la tribù mentre Justine riesce a fuggire aiutata da un bambino, malgrado sia inseguita da un uomo della tribù e una bambina. Alejandro supplica Justine di salvarlo ma Justine decide di fuggire abbandonandolo al suo destino.
Giunta nel pieno del conflitto tra indigeni e mercenari, la ragazza riesce a convincere questi di essere americana ed inscena una finta registrazione, che convince gli uomini a non sparare perché l'hanno riconosciuta come partecipante dalla prima azione dimostrativa. Justine viene quindi messa in salvo da un elicottero delle forze armate a cui tuttavia non dice della possibilità che Alejandro sia vivo; le forze armate nel frattempo hanno già sterminato gran parte della tribù.
Successivamente, ritornata a New York, Justine viene interrogata da esponenti governativi e dell'ONU e dichiara il falso raccontando di essere stata l'unica sopravvissuta all'incidente aereo, che i nativi sono stati amichevoli con lei e che l'hanno aiutata prima di venir sterminati dai gruppi armati delle compagnie petrolifere che provvedevano al disboscamento.
Tempo dopo, Justine dopo essersi risvegliata da un incubo, vede fuori dalla finestra del suo campus un gruppo di attivisti che indossano magliette con il volto di Alejandro nello stile di Che Guevara.
Durante una scena presente nei titoli di coda, la sorella di Alejandro, Lucia, telefona a Justine dicendo che tramite un'immagine satellitare è stata vista nella jungla una persona simile ad Alejandro acconciato come il leader tribale precedentemente ucciso dalle milizie armate.

## Distribuzione
Il film è stato proiettato in anteprima mondiale il 7 settembre 2013 alla trentottesima edizione del Toronto International Film Festival.
L'uscita ufficiale nelle sale degli Stati Uniti era inizialmente prevista per il 5 settembre 2014 ma, qualche settimana prima, è stato reso noto che la distribuzione era stata annullata e rinviata a data indefinita. La causa di questa cancellazione risiede nella mancata promozione del film da parte della Worldview Entertainment, restia a finanziare una campagna pubblicitaria in grande stile.
Alla fine l'uscita nei cinema americani è stata ufficializzata dalla Universal Pictures il 25 settembre 2015, in Italia invece da Koch Media/Midnight Factory il 24 settembre dello stesso anno.

## Divieti
Il film viene vietato in America ai minori di 17 anni non accompagnati (Rating R), mentre in Italia viene vietato ai minori di 18 anni per eccessiva crudeltà di alcune immagini e presenza di contenuti troppo esplicitamente violenti.

### Censure in home video
L'11 febbraio 2016, in Italia, il film viene edito in home video in 2 versioni: la Cut Version (da 90 minuti, con diversi minuti tagliati, vietata ai minori di 14 anni) e la Uncut Version (ovvero l'edizione integrale cinematografica, vietata ai minori di 18 anni).

## Sequel
Nel settembre 2013 Eli Roth ha annunciato di essere al lavoro sul sequel intitolato Beyond the Green Inferno.